# NGC 286
إن جي سي 286 (بالإنجليزية: NGC 286)‏ التي يرمز لها بالرمز NGC 286، هي مجرة، في كوكبة قيطس.

## الاكتشاف
اكتشفت في 1886، بواسطة Francis Preserved Leavenworth.